# البورنوس
البُرنوس أو (نقحرة: البورنوس) (بالإسبانية: Albornos) بلدية تقع في مقاطعة آبلة التابعة لمنطقة قشتالة وليون وسط إسبانيا.

## الديموغرافيا
يبلغ عدد سكان بلدية البُرنوس 228 نسمة عام 2011 (وفقاً للمعهد الوطني للإحصاء الإسباني).
| 247 | 234 | 218 | 240 | 251 | 235 | 228 |